# Phyllonorycter gerasimowi
Phyllonorycter gerasimowi is een vlinder uit de familie mineermotten (Gracillariidae). De wetenschappelijke naam is voor het eerst geldig gepubliceerd in 1930 door M. Hering.
De soort komt voor in Europa.